# 苏斯蒂嫩泰
苏斯蒂嫩泰（義大利語：Sustinente），是意大利曼托瓦省的一个市镇。总面积26平方公里，人口2232人，人口密度85.8人/平方公里（2009年）。国家统计（ISTAT）代码为020064。